# Podlesie (Skrzypaczowice)
Podlesie – część wsi Skrzypaczowice w Polsce, położona w województwie świętokrzyskim, w powiecie sandomierskim, w gminie Łoniów. Nie posiada sołtysa, należy do sołectwa Skrzypaczowice.
W latach 1975–1998 Podlesie administracyjnie należało do województwa tarnobrzeskiego.